# Mu Zhongsheng
Mu Zhongsheng (26 juli 1991, Anda) is een Chinese langebaanschaatser. Hij kwam tijdens de Olympische Winterspelen 2014 voor China uit op de 500m, hier werd hij 30ste. 

## Persoonlijke records
| Afstand | Datum             | Baan           | Tijd     |
| ------- | ----------------- | -------------- | -------- |
| 500m    | 20 november 2015  | Salt Lake City | 34,77    |
| 1000m   | 14 oktober 2016   | Urumqi         | 1.09,83  |
| 1500m   | 13 september 2014 | Calgary        | 1.52,48  |
| 3000m   | 12 december 2008  | Shenyang       | 4.12,89  |
| 5000m   | 7 maart 2009      | Harbin         | 7.14,43  |
| 10000m  | 30 november 2008  | Changchun      | 15.33,86 |

## Resultaten
| Jaar | WK Sprint | WK Afstanden | Olympische Spelen | WK Junioren                                   |
| ---- | --------- | ------------ | ----------------- | --------------------------------------------- |
| 2009 |           |              |                   | 30e allround 12e achtervolging                |
| 2010 |           |              |                   | 11e 500m 17e 1000m 33e 1500m 8e achtervolging |
|      |           |              |                   |                                               |
| 2014 |           |              | 30e 500m          |                                               |
| 2015 | NC26      | 20e 500m     |                   |                                               |
| 2016 | NC27      | 21e 500m     |                   |                                               |